# جيمس (اسم)
جيمس (بالإنجليزية: James)‏ هو اسم علم شخصي مذكر إنجليزي من اسم Iacomus في اللغة اللاتينية، وهو يشير إلى يعقوب أحد أنبياء العهد القديم وألذي يعني اسمه التالي في اللغة العبرية بالإضافة إلى يعقوب بن زبدي أحد تلاميذ المسيح الإثني العشر، يعتبر من أكثر الأسماء المنتشرة في الغرب والعالم الإنجليزي بالخصوص، يلفظ خاميس أيضاً في اللغة الإسبانية، وفي اللغة الإنجليزية يلفظ بعدة تسميات مختصرة مثل جيم وجيمي وجيمبو.

## الشخصيات
- جيمس فرانك فيزيائي ألماني
- جيمس بيرنز سياسي أمريكي
- جيمس مونرو سياسي أمريكي
- جيمس كرونين فيزيائي أمريكي
- جيمس كوك رحالة إنجليزي
- جيمس ميلنر لاعب كرة قدم إنجليزي
- جيمس واتسون عالم أحياء أمريكي
- جيمس واط مهندس كيميائي أسكتلندي
- جيمس ألفرد فان ألن فيزيائي أمريكي
- جيمس أندرسون كاهن ماسوني بريطاني
- جيمس أبو رزق سياسي أمريكي
- جيمس أفيري ممثل أمريكي
- جيمس مكنيل ويسلر رسام أمريكي
- جيمس إروين رائد فضاء وطيار أمريكي
- جيمس إدوارد سميث عالم نبات إنجليزي
- جيمس إيرل جونز ممثل أمريكي
- جيمس إرل راي مجرم أمريكي المتهم بقتل مارتن لوثر كينغ
- جيمس إلروي كاتب قصص أمريكي
- جيمس إدوين ويب عالم فلك أمريكي
- جيمس الأول ملك إنجلترا
- جيمس الثاني ملك إنجلترا
- جيمس الخامس ملك اسكتلندا
- جيمس الرابع ملك اسكتلندا
- جيمس الثالث ملك اسكتلندا
- جيمس الأول ملك اسكتلندا
- جيمس الثاني ملك اسكتلندا
- جيمس كيلر فلكي أمريكي
- جيمس بيكر سياسي أمريكي
- جيمس بلاك عالم أدوية أسكتلندي
- جيمس بوك سياسي أمريكي
- جيمس بروكس مخرج وكاتب سيناريو أمريكي
- جيمس بيوكانان سياسي أمريكي
- جيمس بالدوين روائي أمريكي
- جيمس بريسكوت جول فيزيائي إنجليزي
- جيمس باتون عالم أحياء أمريكي
- جيمس باترسون روائي أمريكي
- جيمس باركنسون طبيب بريطاني
- جيمس براون مغني أمريكي
- جيمس بروس رحالة أسكلتندي
- جيمس برادلي فلكي إنجليزي
- جيمس هنري برستد عالم آثار ومؤرخ أمريكي
- جيمس كونانت كيميائي أمريكي
- جيمس بليك لاعب كرة مضرب أمريكي
- جيمس بلانت مغني بريطاني
- جيمس توبن اقتصادي أمريكي
- جيمس تومكينز مجدف أسترالي
- جيمس تشادويك فيزيائي أمريكي
- جيمس ترويسي لاعب كرة قدم أسترالي
- جيمس تشامانغا لاعب كرة قدم زامبي
- جيمس توسيلاند متسابق دراجات إنجليزي
- جيمس تراسلو ادامز مؤرخ أمريكي
- جيمس جويس شاعر وروائي سويسري أيرلندي
- جيمس جارفيلد سياسي أمريكي وأحد رؤسائها
- جيمس جي بلين سياسي أمريكي
- جيمس جينتل لاعب كرة قدم أمريكي
- جيمس جينس فلكي بريطاني
- جيمس غوسلينغ عالم حاسوب أمريكي
- جيمس جونز لاعب كرة سلة أمريكي
- جيمس جيفري دبلوماسي أمريكي
- جيمس جريجوري رياضياتي وفلكي أسكتلندي
- جيمس جوزيف سيلفستر رياضياتي بريطاني
- جيمس غاندولفيني ممثل أمريكي
- جيمس غراهام بالارد روائي إنجليزي
- جيمس جي برادوك ملاكم أمريكي
- جيمس جيلري رسام كاريكاتير أمريكي
- جيمس جيفريز ملاكم أمريكي
- جيمس دين ممثل أمريكي
- جيمس ديوار كيميائي وفيزيائي أسكتلندي
- جيمس ديباه لاعب كرة قدم ليبيري
- جيمس داشنر كاتب قصص أمريكي
- جيمس دوهان كاتب كندي
- جيمس دين (ممثل إباحي) ممثل إباحي أمريكي
- جيمس روثمان طبيب أمريكي
- جيمس رينوتر فيزيائي أمريكي
- جيمس راندي ساحر ولاعب خفة أمريكي
- جيمس ريمار ممثل أمريكي
- جيمس رودريغيز لاعب كرة قدم كولومبي
- جيمس راسل لويل كاتب قصص أمريكي
- جيمس زغبي كاتب سياسي أمريكي
- جيمس سومنر كيميائي أمريكي
- جيمس ستيوارت ممثل أمريكي
- جيمس ستيرلنغ معماري بريطاني
- جيمس سبيدر ممثل أمريكي
- جيمس ستروم ثورموند سياسي أمريكي
- جيمس غارنر ممثل أمريكي
- جيمس فرانكو ممثل أمريكي
- جيمس فان دير بيك ممثل أمريكي
- جيمس فولي صحفي ومصور أمريكي
- جيمس فرانسيس إدوارد ستيوارت أمير ويلزي
- جيمس فريزر عالم إنسان أسكتلندي
- جيمس فوكس ممقل إنجليزي
- جيمس فورست لاعب كرة قدم أسكتلندي
- جيمس فينيمور كوبر كاتب وروائي أمريكي
- جيمس كاغني ممثل أمريكي
- جيمس كرونين فيزيائي أمريكي
- جيمس كان ممثل أمريكي
- جيمس كليرك ماكسويل رياضياتي أسكتلندي
- جيمس كاميرون مخرج كندي
- جيمس كالاهان سياسي بريطاني
- جيمس كولينز لاعب كرة قدم ويلزي
- جيمس كيلر فلكي أمريكي
- جيمس كافيزل ممثل أمريكي
- جيمس كايسون ممثل كوري أمريكي
- جيمس كرومويل ممثل أمريكي
- جيمس كرافتس كيميائي أمريكي
- جيمس كوبورن ممثل أمريكي
- جيمس كوسمو ممثل أسكتلندي
- جيمس كورتيس هيبورن طبيب أمريكي
- جيمس لايتبادى عداء أمريكي
- جيمس لاست موسيقي أمريكي
- جيمس ميد اقتصادي إنجليزي
- جيمس ميشيل سياسي سيشيلي
- جيمس ماديسون سياسي أمريكي وأحد رؤسائها
- جيمس ميرليس اقتصادي أمريكي
- جيمس ماكديفيت رائد فضاء وطيار أمريكي
- جيمس ماي كاتب ومذيع إنجليزي
- جيمس مارسدن مغني وممثل أمريكي
- جيمس موريسون لاعب كرة قدم إنجليزي أسكتلندي
- جيمس موجا لاعب كرة قدم سوداني
- جيمس ميرليس اقتصادي أسكتلندي
- جيمس ماكلين لاعب كرة قدم أيرلندي
- جيمس ماكراي لاعب ومدرب كرة قدم أسكتلندي
- جيمس ماثيو باري روائي أسكتلندي
- جيمس مانغولد مخرج أمريكي
- جيمس ماكفيرسن شاعر أسكتلندي
- جيمس مكافوي ممثل بريطاني
- جيمس نيوتن هاورد ملحن أمريكي
- جيمس نسبيت ممثل أيرلندي شمالي
- جيمس نايسميث طبيب ورياضي أمريكي كندي
- جيمس ناثانيال براون لاعب كرة سلة أمريكي
- جيمس هانت سائق فومولا ون بريطاني
- جيمس هورنر ملحن أمريكي
- جيمس هيكمان رياضياتي أمريكي
- جيمس هولاند لاعب كرة قدم أسترالي
- جيمس هيتفيلد مغني وموسيقي أمريكي
- جيمس هيلتون روائي إنجليزي
- جيمس هول جيولوجي أمريكي
- جيمس هادلي تشايز روائي بريطاني
- جيمس هاردن لاعب كرة سلة أمريكي
- جيمس هولمز مجرم أمريكي
- جيمس وودز ممثل أمريكي
- جيمس ويلكنسون رياضياتي أمريكي
- جيمس وان مخرج أسترالي
- جيمس ويلسون سياسي أمريكي وأحد الباء المؤسسين
- جيمس ودل مستكشف إنجليزي
- جيمس ويلسون لاعب كرة قدم إنجليزي
- جيمس ويليام فولبرايت سياسي أمريكي
- جيمس وورثي لاعب كرة سلة أمريكي
- جيمس يونغ لاعب كرة سلة أمريكي

### شخصيات خيالية
- جيمس بوند عميل سري بريطاني
- جيمس بوتر إحدى شخصيات هاري بوتر
- جيمس غوردون شرطي في قصص باتمان
- جيمس فورد (لوست)
- جيمس موريارتي أحد شخصيات قصص شارلوك هولمز